# Embriotoxicidad
La embriotoxicidad es la capacidad de una sustancia para producir efectos tóxicos en la progenie durante el primer período de la gestación, desde la concepción al estado fetal. En humanos esta etapa comprende desde la segunda semana del embarazo hasta la octava. Estos efectos pueden incluir malformaciones, disfunciones, alteraciones del crecimiento, muerte prenatal y funciones posnatales alteradas.
Los tóxicos pueden encontrarse en el aparato genital femenino antes de la fecundación pero en el periodo preembrionario o de prediferenciación (desde la implantación hasta la segunda semana de embarazo) en el que las células embrionarias son totipotenciales, lo más probable es que se produzca la muerte del embrión.
Es por esto que el periodo embrionario de organogénesis o embriogénesis (desde la tercera semana de embarazo hasta la octava) es el periodo en el que el embrión es más susceptible a sustancias tóxicas, las células pierden su carácter totipotencial y empiezan a formarse los órganos.
La susceptibilidad a la embriotoxicidad depende del genotipo del embrión y de la manera en que interactúe el agente con el genotipo.

## Etiología de las malformaciones congénitas
Las causas de malformaciones congénitas se dividen en 3 categorías: desconocidas, genéticas y ambientales. 
Desconocidas: entre el 15%- 25% de los casos y pueden ser debidas a la alteración de múltiples genes (poligénica), por errores espontáneos del desarrollo o por interacciones sinérgicas de varios agentes teratógenos no determinados.  
Genéticas. ocupan el 65%- 75% de los casos y son debidas a una enfermedad autosómica o ligada al sexo, a mutaciones genéticas de novo y a anomalías cromosómicas (citogenéticas).
Ambientales: constituyen alrededor del 10% de los casos y menos del 1% se relacionan con la prescripción de fármacos, sustancias químicas o radiaciones. los agentes que provocan mutaciones se denominan mutágenos y se clasifican en: 
-Agentes de tipo físico, como las radiaciones alfa, beta, gamma, X, ultravioleta, etc., que producen rupturas o lesiones cromosómicas. 
-Agentes de tipo químico por ejemplo sustancias que contiene el humo del cigarrillo,muchas drogas y componentes vegetales. 
-Agentes de tipo biológico, como algunos tipos de virus que actúan sobre el material genético. 
-Agentes nutricionales y metabólicos. 
-Reacciones de autoinmunidad. 
-Factores asociados a la edad materna.

## Sustancias embriotóxicas
Algunos fármacos que producen embriotoxicidad en animales de experimentación a las dosis utilizadas en humanos son los retinoides, como acitretina o isotretinoína, los salicilatos, leflunomida . La talidomida produce malformaciones congénitas. Entre los que producen embriotoxicidad en humanos se encuentran metotrexato y misoprostol . 

## Evaluación de la embriotoxicidad
Para evaluar el potencial embriotóxico o teratogénico de una sustancia se debe considerar además de la etapa de desarrollo en el momento de la exposición, la especificidad del agente, la dosis que se administró y la duración de la exposición o tratamiento. También influirá el genotipo maternofetal y la predisposición genética.
Se han establecido dos sistemas de clasificación de las sustancias utilizadas durante el embarazo según su potencial teratogénico o según los grupos de riesgo en los que producirían alteraciones del desarrollo embrionario.
Un profesional clave en la aplicación de medidas que permitan el desarrollo embrionario normal es el ginecobstetra, quien tiene relación con la pareja antes de la concepción y puede evitar la exposición tanto de los progenitores como del embrión a agentes embriotóxicos.

### Pruebas de evaluación de la embriotoxicidad
- Estudio de desarrollo prenatal (GT 414/B31): se administra la sustancia que se está estudiando a la hembra desde la implantación hasta el sacrificio de ésta el día antes del parto. Se estudia la morfología externa, visceral y esquelética, se cuentan los embriones, las reabsorciones y las muertes fetales, el peso fetal y la relación entre sexos. Para estos estudios se tienen que utilizar dos especies animales diferentes, una roedora (rata) y otra no roedora (como el conejo). Se recomienda el uso de un mínimo de 20 animales por dosis.

Además de este estudio, hay otros tres ensayos alternativos:
- Ensayo in vitro con células precursoras embrionarias de ratón (EST): no necesita animales, lo que es una ventaja. Permite distinguir entre compuestos moderados, fuertes y no embriotóxicos.
- Cultivo de embrión completo de rata (WEC): necesita la utilización de roedores. Igual que el anterior distingue entre compuestos moderados, fuertes y no embriotóxicos.
- Ensayo con cultivo de células disociadas de encéfalo de embrión de ratas en micromasas (MM): identifica embriotóxicos potentes.[4]